# Sotterley
Sotterley is een civil parish in het bestuurlijke gebied East Suffolk, in het Engelse graafschap Suffolk.

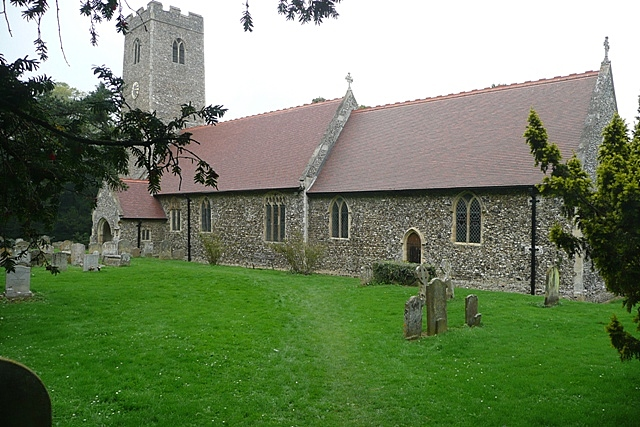
Kerk van St Margaret